# گورستان سر تل
گورستان سر تل در بوشهر، منطقه ریشهر واقع شده و این اثر در تاریخ ۷ مهر ۱۳۸۱ با شمارهٔ ثبت ۶۵۰۰ به‌عنوان یکی از آثار ملی ایران به ثبت رسیده است.